# Toen had je nooit regen
Toen had je nooit regen is een hoorspel van Norman Smithson. It Never Rained In Them Days werd op 10 mei 1964 door de BBC uitgezonden. Gérard van Kalmthout vertaalde het en de KRO zond het uit in het programma Avondtheater op vrijdag 7 mei 1965. De regisseur was Willem Tollenaar. Het hoorspel duurde 44 minuten. In het omroepblad van de KRO staat als titel: Vroeger had je nooit regen.

## Rolbezetting
- Dries Krijn (Tom)
- Wiesje Bouwmeester (zijn weduwe)
- Tine Medema (Mrs. Jackson)
- Miep van den Berg (Johns vrouw)
- Louis de Bree (een oude man)
- Nel Snel (een oude vrouw)
- Herbert Joeks (Billy Gull, humorist)
- Paul Deen (de verteller)

## Inhoud
Dit hoorspel gaat over het leven en de dood van een eenvoudige man, Tom. In zijn leven van hard werken kende hij maar één verzetje: een week vakantie met vrouw en kinderen in het badplaatsje Falcon’s Bay. Uit gemijmerde herinneringen en flarden van gesprekken, waarin hijzelf, zijn weduwe en de pensionhoudster mrs. Jackson de voornaamste rollen spelen, wordt een weemoedig beeld opgebouwd van “die goeie, ouwe tijd”. Hoewel, die tijd was zo “goed” niet. Als een rode spanningsdraad lopen door de dorpse verhalen de felle waarschuwingen van Tom, de oorlogsveteraan. De loopgravenoorlog van 1914-1918 schaadde zijn gezondheid; in de tweede zag hij de een na de ander de jonge mensen vallen. Hij heeft maar één droom: de oorlogsveteranen van alle partijen rondom de vergadertafel. Dan is het voorgoed met de oorlog gedaan, want de soldaat wil niet vechten. Er wordt boven zijn hoofd een kwaadaardig spel gespeeld waaraan hij zelf geen deel heeft…